# Vittorio Sindoni
Vittorio Sindoni (Capo d'Orlando, 21 de abril de 1939) es un guionista y director de cine italiano.

## Biografía
Sindoni comenzó su carrera en el escenario dirigiendo el grupo de teatro "Il Collettivo" en Roma, y trabajó durante algunos años como autor de varios programas culturales de la RAI. 
En 1963 debutó en el cine como ayudante de dirección de Siro Marcellini en L'eroe di Babilonia.
En 1968, escribió y dirigió su primera película, el giallo L'assassino ha le mani pulite con Femi Benussi y el actor estadounidense Tom Drake. El mismo año, probó suerte en la comedia con Italiani! È severamente proibito servirsi della toilette durante le fermate, con la joven Silvia Dionisio como cabeza de cartel. Permaneció en este género y produjo varias comedias populares desde finales de la década de 1960 hasta finales de la década de 1970. En 1979, recibió el Grolla d'oro por Gli anni struggenti, una comedia dramática que cuenta la historia de Saverio, un joven inquieto por las enseñanzas de su padre que tiene como modelo al pedagogo suizo Johann Heinrich Pestalozzi.
A partir de la década de 1980, trabajó principalmente para la televisión y abandonó el cine. Luego firma para RAI varias películas y series de televisión. En 1990 volvió al cine con el drama policíaco Una fredda mattina di maggio inspirado libremente en el asesinato del periodista italiano Walter Tobagi ocurrido en Milán en 1980.
En 2010, se inspiró en el libro escrito por Anna Maria Scicolone, hermana de Sophia Loren, para realizar la miniserie La mia casa è piena di specchi. Sophia Loren interpreta a su propia madre, Romilda Villani, y Margareth Madè la de Loren. La serie fue un gran éxito de público, registrando récords de audiencia.
Tras una larga serie de trabajos televisivos, volvió al cine en 2016 con el drama Abbraccialo per me.
| - Omicidio per vocazione (1968) - Italiani! È severamente proibito servirsi della toilette durante le fermate (1969) - E se per caso una mattina... (1972) - La signora è stata violentata! (1973) - Amore mio non farmi male (1974) - Son tornate a fiorire le rose (1975) - Per amore di Cesarina (1976) - Perdutamente tuo... mi firmo Macaluso Carmelo fu Giuseppe (1976) - Ride bene... chi ride ultimo (1977) - Ridendo e scherzando (1978) - Tanto va la gatta al lardo... (1978) - Gli anni struggenti (1979) - Quasi quasi mi sposo (1982) - Giuseppe Fava: Siciliano come me (1984) - Una fredda mattina di maggio (1990) - Abbraccialo per me (2016) | - Gente in viaggio – film TV (1973) - Il sistema Ribadier – teleteatro (1974) - Anfitrione – teleteatro (1975) - Voglia di cantare – miniserie TV (1985) - La voglia di vincere – miniserie TV (1987) - La collina del diavolo – miniserie TV (1987) - Come stanno bene insieme – miniserie TV (1989) - Il gorilla (Le Gorille) – serie TV, episodio 1x08 (1990) - Come una mamma – miniserie TV (1991) - Prigioniera di una vendetta – miniserie TV (1991) - Il cinese – serie TV, 2 episodio (1992) - La scalata – miniserie TV (1993) - Positano – miniserie TV (1996) - Vado e torno – film TV (1998) - Non lasciamoci più – serie TV (1999) - Non lasciamoci più 2 – serie TV (2001) - Stiamo bene insieme – serie TV (2002) - Madre come te – film TV (2004) - Il capitano – serie TV (2005, 2007) - Il mondo è meraviglioso – film TV (2005) - Regina dei fiori – miniserie TV (2005) - L'uomo che sognava con le aquile – miniserie TV (2006) - Butta la luna – serie TV (2006-2007, 2009) - Le ragazze di San Frediano – miniserie TV (2007) - Per una notte d'amore – miniserie TV (2008) - Una sera d'ottobre – miniserie TV (2009) - La mia casa è piena di specchi – miniserie TV (2010) - Cugino & cugino – serie TV (2011) - La ragazza americana – miniserie TV (2011) |